# 渦輪增壓器

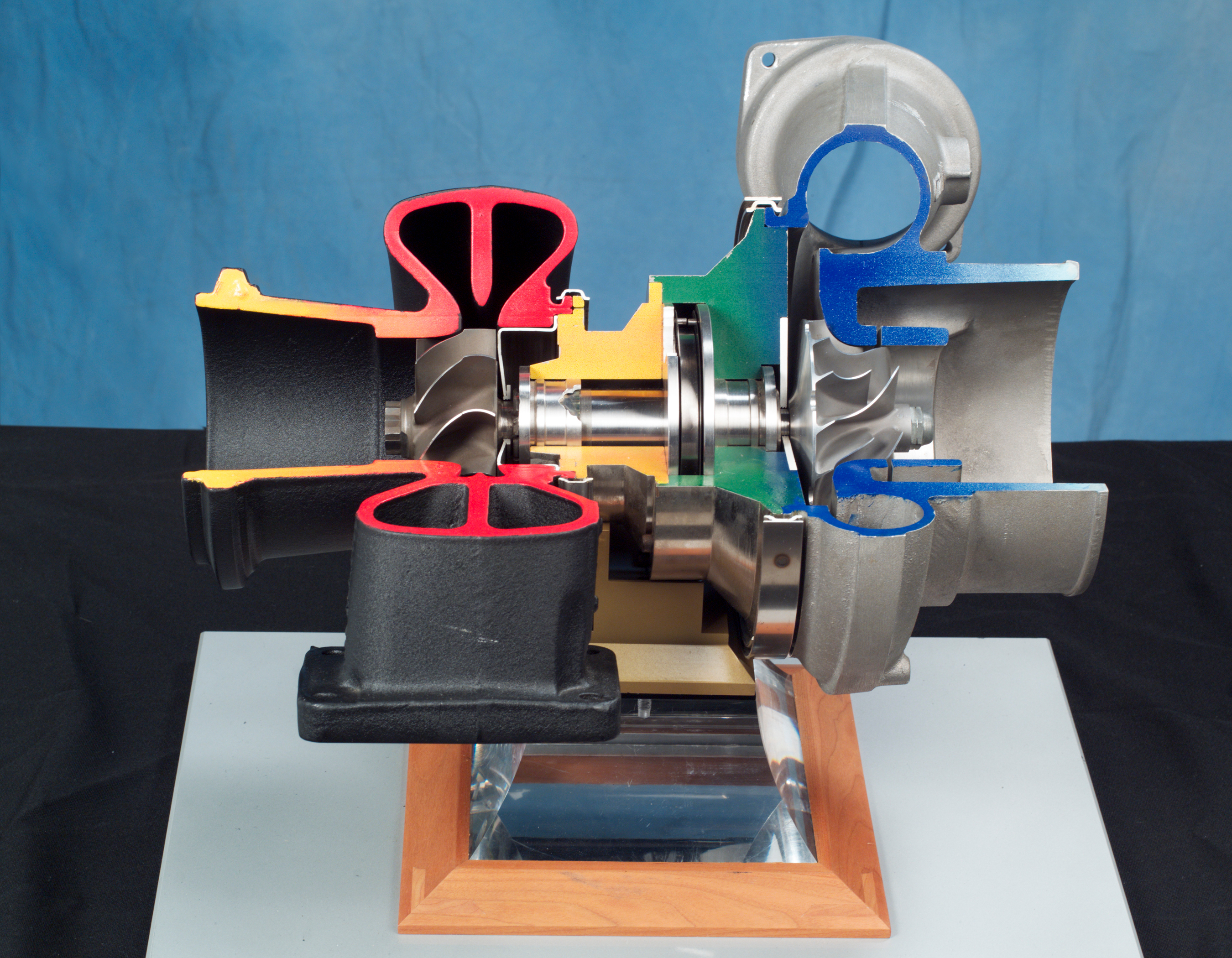
以氣箔軸承為基礎製造出來的渦輪增壓器剖面圖，圖片來自Mohawk Innovative Technology Inc.

渦輪增壓器是一種利用內燃機運作所產生的廢氣通过由定子和转子组成的结构驅動之空氣壓縮機（Air-compressor）。與機械增壓器功能相若，兩者都可增加進入內燃機或鍋爐的空氣流量，從而令機器效率提升。常見用於汽車引擎中，透過利用排出廢氣的熱量及流量，渦輪增壓器能提升內燃機的馬力輸出，部分車輛在設計時採用渦輪增壓器並非為了增加引擎功率，而是透過渦輪增壓器搭配較小汽缸容積的引擎，在不犧牲引擎輸出性能的前提下(與自然進氣引擎相比)來提升燃油的經濟性與環保性。
一般車用內燃機在加裝增壓器後重量都會增加，所用作克服慣性的能量會上升。因渦輪增壓器大部份時間都是利用引擎排出之廢氣作為其動力來源，相較於由引擎曲軸（Crankshaft）驅動之機械增壓器具有優勢。但因引擎處於低轉數運作時，所排放廢氣流量較低，因此渦輪增壓器在葉片轉數達不到最低要求時，增壓表現並不如機械增壓器理想，而出現渦輪遲滯（Turbo-Lag）現象。但随着科技發展，涡轮增压器已实现提早介入，以提高低轉速时引擎效率。

## 物理機制
一個衝程下，引擎做功的計算公式為
{\displaystyle W=\int P{\text{d}}V}
V代表的是排氣量，而P則是壓力。增大排氣量和增大壓強，均可以增加引擎做功。增大壓強則通過渦輪實現。

## 引擎內部的燃燒
渦輪增壓器常使用於增加內燃機的進氣量，進而增加馬力輸出量。在飛航應用上渦輪增壓器是為了能在高海拔的地方能夠有自然進氣引擎在低海拔的進氣量，通常稱之增壓正常化（turbonormalizer）。軸、軸承、輪葉與渦輪會以數萬到數十萬RPM運轉。許多種軸承在如此高的轉速需要潤滑與冷卻系統。渦輪增壓器的潤滑系統可以是獨立系統或是從引擎供油系統提供。提供潤滑系統的冷卻器可能為雙重冷卻系統，冷卻劑可以是外來的，如引擎冷卻系統，或是空冷機組。通常汽車上渦輪增壓器的潤滑與冷卻水系統是來自於機油與引擎冷卻液。有些特殊的軸承，像是箔軸承，能夠減少或不需額外潤滑且降低冷卻系統的門檻。
CHRA的對面是渦輪機與輪葉，包含在它們折疊起來像是蝸牛殼的錐形風罩內。這些風罩是在收集與導風流的方向。而這個風罩的形狀與大小可以很直接的影響渦輪增壓器的整體特性與性能。圓錐管道的每一處截面積（A），和該處與風罩中心所成的半徑（R），可以表示成一個比值（AR，A/R，A:R）。通常基本的渦輪增壓器擁有多種AR值的渦輪風罩可供選擇。這樣便可允許設計者對整個動力系統去對性能、反應度與效率去做協調。

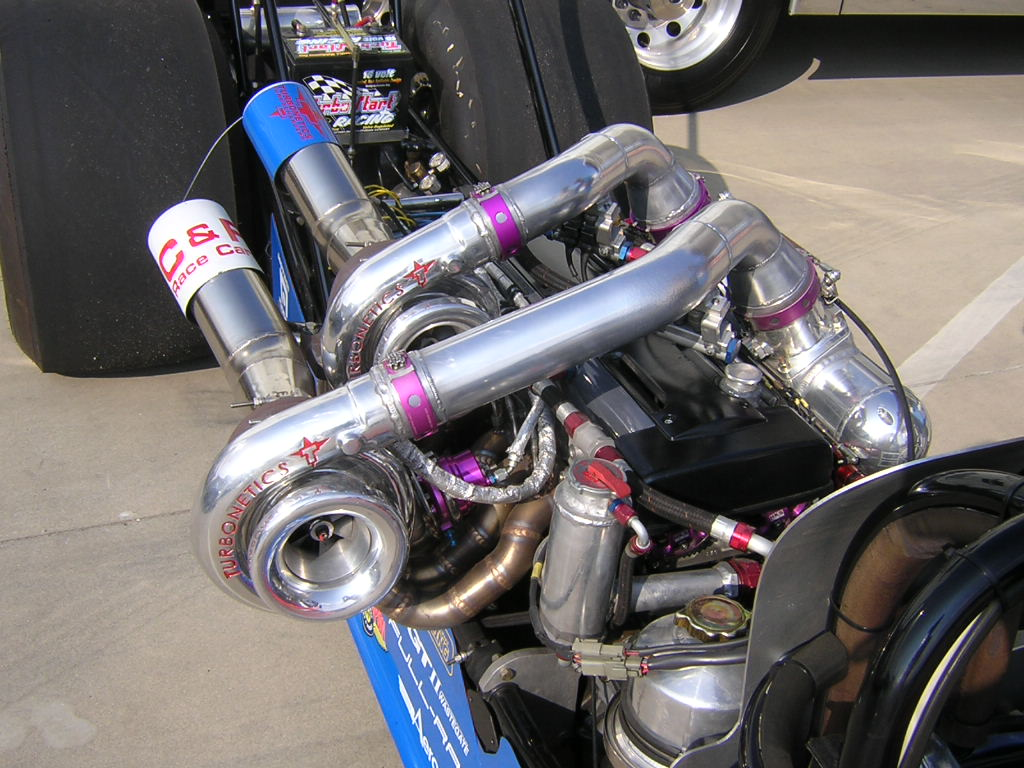
在加速型賽車內的一對渦輪增壓器套用到直列六缸引擎豐田2JZ-GTE上

以相當高的速度旋轉的壓縮渦輪機會吸引大量的空氣推進引擎內。當渦輪增壓機的輸出流量超過汽缸容量，進氣系統就會出現正壓。而組件旋轉的速度是與壓縮空氣總質量的氣流成比例。為了防止渦輪產生的壓力超出引擎的負荷，或是為了增加耐久度，轉速必需要可以被控制住。洩壓閥是最常見的機械式轉速控制系統，通常也會另外增加壓力控制器（boost controller）來輔助。洩壓閥的主要功能是當進氣壓達到設定的上限，一部分的廢氣就會繞過渦輪機，就會達到穩定壓力的效果。
渦輪增壓器能夠提高輸出引擎效率，但是需要解決它的缺點才能推廣。汽車的自然進氣引擎為了吸取空氣進汽缸，使用活塞創造一個低壓區。由汽缸容積與活塞速度來決定有多少空氣能被"抽"入引擎裡，因為大氣是恆壓的，最後進氣量會被限制住。而利用這個方式把空氣吸入燃燒室內的多寡稱之容積效率（volumetric efficiency）。從渦輪增壓器增加了空氣進入汽缸的壓力，與該空氣量進入到汽缸內很大程度上取決於時間與壓力，氣體吸引造成壓力增加。吸收的壓力大小，在缺乏渦輪增壓器之下是決定於大氣壓力，但是加入渦輪增壓器之後增加的壓力就能控制。
利用壓縮機增加進氣缸的氣壓通常稱為強制進氣（forced induction）。離心式機械增壓器的運作方式與渦輪增壓器相同；然而，讓壓縮機的旋轉能量前者是引擎曲軸而後者是廢氣。因此渦輪增壓原則上是比較有效率的，因為渦輪的動力來自引擎的熱能，把廢氣的能量轉化成動能，不然就浪費掉能量了。機械增壓器的使用，是在犧牲一部分引擎產生的能量，產生了淨增產值的能量。

### 燃油效率
渦輪增壓器雖讓引擎增加可觀的馬力輸出，但是引擎也產生更多的廢熱。當車子本身設計無法承受高熱環境，把渦輪增壓器裝進去可能會是一個難題。額外的廢熱加上增壓器提供較低的壓縮比（擴張比）稍微有助於較低的熱效率，但是卻直接影響整體的燃油效率。還有另種稱為主管冷卻型的冷卻法會很大的影響到燃料效率。即使中冷是有幫助的，但是燃燒室內的總壓縮比還是比自然吸氣引擎還大。當引擎釋放出最大能量時為避免爆震出現，通常會為了冷卻目的會提供額外的燃料。這看似不合常理，因為這部份的燃油不會燃燒。但是這是利用額外燃油在液體霧化成氣霧時把熱量吸走。而且，氮是燃燒室內相對密度高的物質，所以氮氣能夠承受比較高的熱量。氮氣把持住這個熱量直到經由廢氣排出來避免破壞性的爆震。這使設計者經由犧牲燃油經濟性取得燃油泵內較好的熱力性能輸出功率。
要完整燃燒汽油，最理想的空/燃比（A/F）是14.7:1。通常一部擁有渦輪增壓引擎車在最大的boost的A/F值大約是12:1。設計系統時，較多雜質汽油在運轉時有時會有瑕疵，像是觸媒轉化器不能在太高的溫度下運作，或是引擎有太高的壓縮比而無法與供油系統有效運作。最後，高效率的渦輪增壓器也會對自身影響到燃油效率。使用較小的渦輪增壓器在中低轉速上會提供比較快的回應與較低的延遲（lag），但是會堵塞引擎的排氣部位與轉速提升時產生巨大的熱量。比較大的渦輪增壓器在高轉速的時候相當有效率，但是在正常行駛時並不實用。可變式輪葉與滾珠軸承技術能使渦輪增壓器在更大的運作範圍內更有效率的運轉，然而，不少汽車使用這類技術會產生額外的問題（參閱可變幾何渦輪增壓器（Variable geometry turbocharger））。目前使用這種渦輪增壓器的汽油車只有Porsche 911  (997) Turbo,Saab 9-3 Aero/Opel Vectra-C 2.8T,以及Hyundai柴油車系，如SanTaFe tuson及i30。目前只有連續式雙渦輪增壓器（sequential turbocharging）才能提供全面性的輸出優勢，因為它在低轉速時用小渦輪，而高轉速時用大渦輪。大多數現今的汽車的引擎管理系統（engine management systems）能夠根據當時溫度、燃料品質、海拔高度及其他因素控制歧管壓力與燃油壓力。有些系統則是先進到能夠提供更精確的燃料燃燒狀況的數據。像是Saab的Trionic-7 system使用電子式指示提供燃燒上更優秀的回應性。
Volkswagen/Audi的新2.0升FSI渦輪引擎結合了偏時點火與缸內直噴技術能在低負荷狀態保有推進力。這個系統是非常複雜到包含許多移動性的零件與感應器去維持氣室的氣流特性，能夠使用多段指示來提供更優秀的霧化。缸內直噴系統同時擁有很大的影響，使引擎具有更佳的冷卻效果，就能夠使用較典型的氣門式渦輪噴射引擎更高的壓縮比。

#### 汽車設計原理
根據理想氣體方程式，當其他變因保持不變，假設系統內部壓力增加，溫度會隨之提升。那使用渦輪增壓器會產生負面影響，原因是空氣被壓縮機壓縮而造成進入引擎之前空氣溫度就已經提升。渦輪的轉速視旋轉部份的大小、重量、進氣歧管的氣壓及壓縮機的設計，通常快到80,000至200,000 RPM（慣性較低的可達150,000-250,000 RPM）。在這麼高的轉速之下，滾珠軸承將會產生問題，所以大多的渦輪增壓器使用液態軸承。此軸承的特色是有一流動式的油層能夠懸浮與冷卻移動式零件。這層油通常是來自於引擎機油循環系統。有些渦輪增壓器使用非常精確的滾珠軸承來提供比液態軸承更少摩擦，因此這種軸承是懸浮斥水性的洞裡。更少摩擦表示渦輪軸可以用較輕的材質製成，減少所謂的渦輪延遲（turbo lag或boost lag）。有些設計人員使用水冷式渦輪增壓器要藉此提高軸承壽命。
開發使用箔軸承的渦輪增壓器是為了排除使用軸承冷卻與供油系統，藉此排除大多數已知的失敗，也意味能夠降低延遲。
要維持氣壓恆定，渦輪增壓器裡多餘的廢氣氣流會經由洩壓閥（wastegate）調節，使得這些氣流不會經過渦輪。這樣便能調節渦輪的旋轉速度，進而調整壓縮機的輸出能力。洩壓閥的開啟時機是由渦輪產生的壓縮空氣來決定，並可以藉著螺線管去控制壓力施予廢氣閥薄膜的強度。螺線管可以被自動性能管理系統（Automatic Performance Control）、引擎的電子控制單位（electronic control unit，ECU）或是微電腦壓力控制器。另一種提高增壓的方法是透過利用排氣閥隨時檢查壓力並且放掉氣門去維持薄膜承受的壓力且低於系統的壓力。部分的渦輪增壓器（通常為可變式幾何渦輪增壓器）利用一組葉片在廢氣槽（exhaust housing）去維持定量氣體快速經過渦輪，這種控制機制也用於發電機的汽輪機。這些渦輪增壓器的延遲很小，擁有很小的氣壓臨界值（1500 rpm即可達到最大增壓），而且轉速高的引擎上出現的效率也不差；這些增壓器也用於柴油引擎。這些引擎大多都沒有洩壓閥。這些葉片是被與洩壓閥相同的薄膜控制，但是控制的等級需求是不太相同的。
第一部使用這種渦輪增壓器的汽車是1989年份限量版的Shelby CSX-VNT，採用2.2L的汽油引擎。Shelby CSX-VNT利用一顆Garrett的VNT-25型渦輪，因為它使用與Garrett T-25相同的本體和軸心。這一渦輪機通常稱之可變式噴嘴渦輪增壓器（VNT）。渦輪增壓器的製造商Aerocharger使用名為’可變區域渦輪噴嘴’（Variable Area Turbine Nozzle，VATN）來詮釋這種渦輪噴嘴。另外常見的說法包括’可變渦輪截面’（Variable Turbine Geometry，VTG）、’可變渦輪幾何增壓器’（Variable Geometry Turbo，VGT）與’可變配氣相位’（Variable Vane Turbine，VVT）。Chrysler公司在1990年有一批汽車使用這種渦輪增壓器，包含Dodge Daytona與Dodge Shadow。這些引擎能夠產生174匹馬力與225磅-呎的扭力，與正常的引擎相比，它使用正常的冷卻系統，產生出來相同的馬力但增加25磅-呎的扭力與比較快的反應（較少的延遲）。然而，不包含VATN或VNT的Turbo III引擎能夠產生224匹馬力。目前不知道為何Chrysler不繼續使用VGT渦輪增壓引擎，最有可能的原因是市場需要Chrysler設計的V6引擎更甚於VGT引擎。
2006年的Porsche 911 Turbo有3.6L水平对置六缸雙渦輪增壓引擎，而渦輪是使用BorgWarner的可變幾何渦輪系統（VGTs）。這顯然因為雖然在柴油引擎與Shelby CSX-VNT上VGT系統採用了一段時間，但是這是自從1989-90的1250顆Dodge引擎以外的第一次在汽油車使用這種技術。有些人抱怨使用此系統的汽油車廢氣溫度比使用柴油引擎高不少，而這對敏感的可動式渦輪葉片會有不利的影響。而且這個裝置也比其他的渦輪增壓器還要昂貴。Porsche的工程師聲稱新的911 Turbo已經解決這些問題。
還有一種叫做離心式渦輪，運行時有時像正常渦輪，有時像機械增壓。由於它是皮帶驅動式（沒有使用廢氣），所以沒有任何延遲，然而它的臨界壓力與一般的渦輪相比並不自然。它的代價是在曲軸產生多餘的阻力，使得效率降低。優點是沒有延遲，也易於安裝–不須改裝廢氣路線，而且易於保養。

#### 可靠性
渦輪增壓器可能會被弄髒或是衰退的機油加速耗損，而且大多的製造商建議要幫渦輪增壓引擎勤加換油；許多擁有者及一些公司建議使用合成機油，與傳統機油相比，他比較易於稀而且比較不容易衰退。因為渦輪增壓器運轉時容易發熱，很多人建議在熄火前如果渦輪增壓器才剛運轉完畢，讓引擎待命1至3分鐘（多數的製造商指出在熄火前待機10秒來確定渦輪增壓器確實運行於它的待機速度，來避免因機油停止供給造成軸承損壞）。這樣可讓渦輪吸入較低的排氣溫度來降溫，而且能夠保證當渦輪與排氣歧管溫度依然非常高時機油有輸送到渦輪增壓器，否則潤滑油的煤焦會再軸承吸收油時卡在機器內，導致當汽車重新啟動時軸承很快的耗損。高溫機油內的雜質會累積起來並導致堵塞供油系統。這問題在柴油引擎上並不明顯，因為柴油引擎的廢氣溫較低與引擎轉速相對比較低。
渦輪計時器（turbo timer）可以讓運轉中的引擎提供一個已預先指定的時間來自動的提供降溫週期。箔軸承內的煤焦也能除去。更複雜的是使用水冷式軸承卡夾需要防止煤焦跑進去。當引擎關閉和自然的熱循環會使卡夾內的水沸騰。所以還是不要在渦輪還在運轉時把引擎關閉。
依照慣例是使用管狀頂蓋而不是使用鑄鐵的歧管，這樣會因為較輕的頂蓋而減少冷卻所需的時間。

#### 渦輪延遲
渦輪延遲（Turbo lag）有時會使駕駛者感覺在踏下油門與渦輪提供衝力之間有一段時間差，此時不但無平常的加速表現，甚至有比自然進氣車款更慢的感受。其他如利用曲軸帶動的機械增壓則不會出現這個現象。

##### 成因
這個問題是由於當時排氣系統推動渦輪的壓力需要克服渦輪的旋轉慣性與要提供歧管壓力的最低轉速，如果渦輪無法帶動壓縮機，引擎就只能靠自身壓縮比來吸氣，但通常有配渦輪增壓器的引擎（尤其是原廠）會把增壓器帶來的壓力算進而減少壓縮比以保護引擎安全，所以造成渦輪延遲發生時燃燒效率比自然進氣引擎低而加速減慢。如果設定壓縮比與自然進氣引擎相同，渦輪延遲發生時就不會有加速較慢的問題，但若到高轉速高增壓的時候，過高的壓力很容易損壞汽缸，反而危險，因此還是選擇降低壓縮比來犧牲性能以確保安全。

##### 改善方法
- 小渦輪化

- 雙渦輪系統（Twin Turbo/Bi Turbo）

- 材質輕量化

延遲現象可以由降低渦輪零件（軸承或扇葉）的慣性而減少，像是使用較輕的材質來使渦輪比較易於轉動。陶瓷渦輪在這裡是很好的解決之道。但相對的在產生最大壓力的時候是比其他材料脆弱。
- 可變幾何渦輪增壓器

透过调整涡轮叶片的角度，控制气流进入的速度续而达到缩小废气的风量，以提升渦輪增壓器进气的速度。
- 雙增壓器系統（機械增壓加上渦輪增壓）

- 偏时点火系统

偏时点火是在收油换档时停止点火动作，刻意让油气在排气门开启后进入排气头段。由於头段温度极高，油气一接触即爆炸，强大的爆炸压力便会推动涡轮机的排气叶片，连动使得涡轮机内的增压端叶片高速运转，继续增压，即使车辆是在低速或是换档收油时都能有增压效果。
- 雙渦流式渦輪增壓器

在渦輪進氣端處一分為二，引擎各汽缸的廢氣依氣流特性相互分流後再各自注入，免除排氣互相干擾的狀況，提高渦輪進氣的順暢度，同時還能降低進氣溫度，從而提升渦輪起動反應。
- 馬達起動渦輪增壓器

涡轮轴連接一台馬達，車子起步時，渦輪可以由馬達迅速起动而不需要等待废气推动，渦輪起動反應比傳統渦輪增壓器縮短200%，而且还结合了电能回收系统，可以將多余的废气转化为电能，为电池进行充电或者作为辅助电源使用。

#### 應用於汽車上
- 福特(Ford)EcoBoost
- 布加迪威龙(Bugatti Veyron)16.4
- 薩博汽車
- 寶馬(BMW)M3/M4/M5/M6/X5M/X6M/現行全部車款都有標配
- ShelbySuperCars Ultimate Aero TT
- 福斯(Volkswagen)、斯柯達(Škoda)、奥迪(Audi)的大部分车系采用1.2/1.4/1.8/2.0的TFSI涡轮增压汽油引擎
- 保时捷911\Panamera\Cayenne Turbo
- 日產GT-R
- Mclaren p1,mp4-12c,650s
- 速霸陸汽車(Subaru)
- 比亞迪BYD 1.5T缸内直喷涡轮增压汽油引擎，带中冷器
- 梅赛德斯-奔驰(Mercedes-Benz)SL65 AMG Black Series\AMG GT\AMG GTS
- 菲亚特菲翔1.4T
- 三菱Lancer Evolution, Eclipse cross
- 馬自達(Mazda) Rx7,Rx8,Mazda 3,Mazda 6, MPS,CX7,CX9
- 本田9代Civic Type R,10代Civic(含Si及Type R)
- 现代 起亚 GAMMA ll 1.6L T-GDI , Thetta ll 2.0L T-GDI (Veloster Turbo/i20/i30/i40/Genesis Coupe) (Proceed GT/K3 Koup/K5)
- 雷诺 Clio,Megane
- 豐田Supra
- 法拉利 488 GTB\California T\F80
- 鈴木 Suzuki SX4/Vitara Boosterjet 1.4T 2WD、4WD

## 安全性
虽然涡轮增压器有很多优势，但是如果增压器损坏会造成引擎起火
，引发安全问题。

## 外部連結
- How turbochargers work at HowStuffWorks.com （页面存档备份，存于）
- (5)15分鐘搞懂渦輪增壓器的秘密 （页面存档备份，存于）
- 涡轮增压技术基础 （页面存档备份，存于）